# 日向站
日向站（日语：／ Hyūga eki */?）是位於千葉縣山武市椎崎300號，東日本旅客鐵道（JR東日本）的總武本線車站。

## 歷史
車站在1889年（明治22年）4月1日啟用，車站名稱取自武射郡日向村，與令制國日向國沒有直接關係。
- 1899年（明治32年）10月12日：總武鐵道八街站與成東站之間開設此站[1][2]。
- 1907年（明治40年）9月1日：總武鐵道被國有化（日语：鉄道国有法），成為帝國鐵道廳車站[1]。
- 1962年（昭和37年）10月1日：結束貨物起卸業務。
- 1974年（昭和49年）3月15日：成為無人車站[1]。
- 1984年（昭和59年）7月：現時的車站大樓開始使用。
- 1987年（昭和62年）4月1日：伴隨國鐵分割民營化，車站由東日本旅客鐵道（JR東日本）營運[3]。
- 1997年（平成9年）7月1日：成為業務委託車站[1]。
- 2001年（平成13年）11月18日：此站開始使用IC卡「Suica」[広報 1]。

## 車站構造

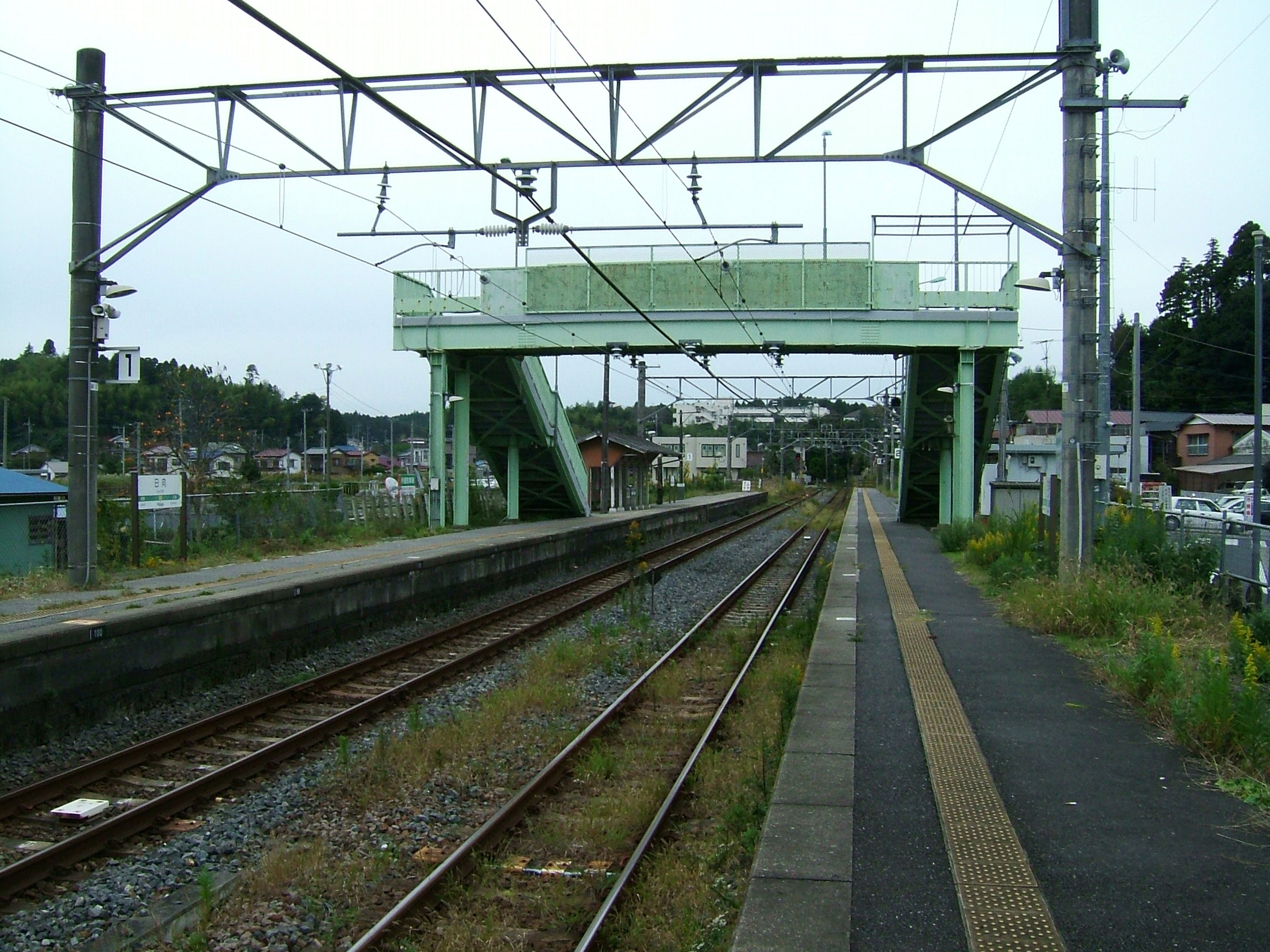
月台（2008年10月26日）

此站是地面車站，設有2面2線的相對式月台。月台沒有提高高度。車站大樓位於2號月台側，兩月台之間設有跨線橋連接。
曾經此站設有木造車站大樓，現時設有一個比較簡單構造的車站大樓。舊車站大樓與現時車站大樓不同位置，舊車站大樓位於現時2號月台樓梯下位置，現時樓梯處已經被柵欄圍封，不可在該處離開車站。
2號月台上設有男女分開的廁所（濕廁），此站沒有多功能廁所。在此站成為無人車站時候，車站大樓內設有男女共用的旱廁。在成為有人車站之際，於車站事務室設置廁所前，2號月台上設置了臨時廁所（簡單濕廁）。
此站成為由成東站管理的業務委託車站，委托了JR東日本車站服務負責車站業務。此站設有自動售票機、簡易Suica閘機和乘車站證明票發行機。此站沒有綠色窗口。

### 月台
| 月台 | 路線      | 上下行 | 方向           |
| ---- | --------- | ------ | -------------- |
| 1    | ■總武本線 | 上行   | 千葉方向       |
| 2    | ■總武本線 | 下行   | 成東、銚子方向 |

參考
- 月台可容納8卡車廂。但是路軌上可容納11卡車廂。

## 使用狀況
在2019年（令和元年）度1日平均乘車人次為873人，以下為乘車人次變化列表：
| 乘車人次變化       | 乘車人次變化     | 乘車人次變化 |
| 年度               | 1日平均 乘車人次 | 參考資料     |
| ------------------ | ---------------- | ------------ |
| 1990年（平成02年） | 709              | [ * 1 ]      |
| 1991年（平成03年） | 781              | [ * 2 ]      |
| 1992年（平成04年） | 914              | [ * 3 ]      |
| 1993年（平成05年） | 1,040            | [ * 4 ]      |
| 1994年（平成06年） | 1,152            | [ * 5 ]      |
| 1995年（平成07年） | 1,295            | [ * 6 ]      |
| 1996年（平成08年） | 1,329            | [ * 7 ]      |
| 1997年（平成09年） | 1,431            | [ * 8 ]      |
| 1998年（平成10年） | 1,451            | [ * 9 ]      |
| 1999年（平成11年） | 1,497            | [ * 10 ]     |
| 2000年（平成12年） | 1,492            | [ * 11 ]     |
| 2001年（平成13年） | 1,552            | [ * 12 ]     |
| 2002年（平成14年） | 1,521            | [ * 13 ]     |
| 2003年（平成15年） | 1,512            | [ * 14 ]     |
| 2004年（平成16年） | 1,469            | [ * 15 ]     |
| 2005年（平成17年） | 1,475            | [ * 16 ]     |
| 2006年（平成18年） | 1,490            | [ * 17 ]     |
| 2007年（平成19年） | 1,466            | [ * 18 ]     |
| 2008年（平成20年） | 1,441            | [ * 19 ]     |
| 2009年（平成21年） | 1,405            | [ * 20 ]     |
| 2010年（平成22年） | 1,366            | [ * 21 ]     |
| 2011年（平成23年） | 1,294            | [ * 22 ]     |
| 2012年（平成24年） | 1,258            | [ * 23 ]     |
| 2013年（平成25年） | 1,208            | [ * 24 ]     |
| 2014年（平成26年） | 1,113            | [ * 25 ]     |
| 2015年（平成27年） | 1,071            | [ * 26 ]     |
| 2016年（平成28年） | 1,033            | [ * 27 ]     |
| 2017年（平成29年） | 970              | [ * 28 ]     |
| 2018年（平成30年） | 924              | [ * 29 ]     |
| 2019年（令和元年） | 873              |              |

## 車站周邊

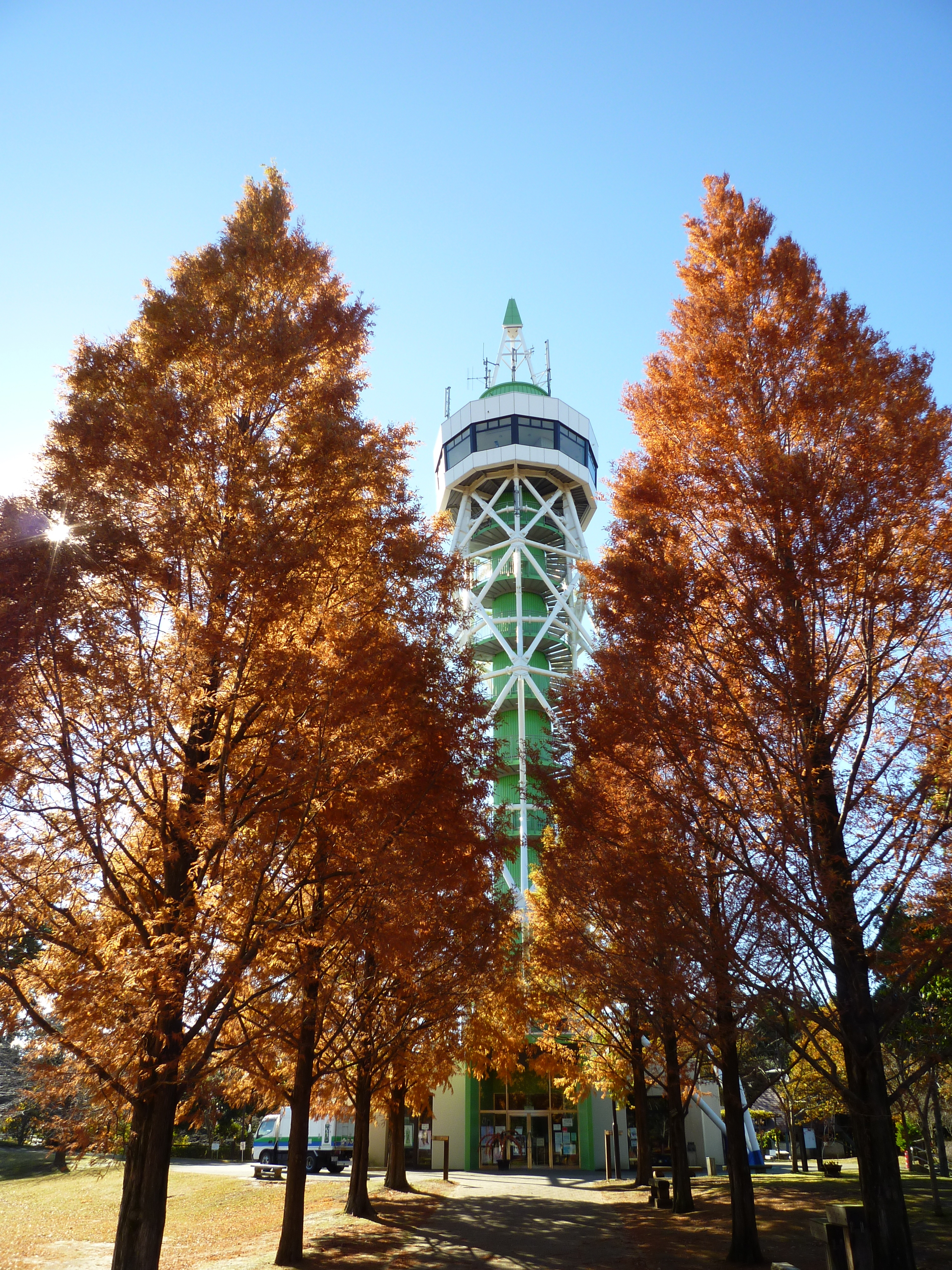
山武之森公園

此站是舊・山武町內唯一鐵道車站。山武市政廳山武分所（舊・山武町公所）和町中心位於此站北邊3公里處。在車站旁設有作田川。在千葉縣道76號成東酒酒井線沿線上設有以日向台為中心的日向新城。
- 千葉縣道76號成東酒酒井線（日语：千葉県道76号成東酒々井線）
- 千葉縣道116號橫芝山武線（日语：千葉県道116号横芝山武線）
- 千葉縣道117號日向停車場極樂寺線（日语：千葉県道117号日向停車場極楽寺線）
- 山武市立山武中學（日语：山武市立山武中学校）
- 山武市立日向小學（日语：山武市立日向小学校）
- 山武之森元氣館（日语：さんぶの森元気館）
- 山武之森公園（日语：さんぶの森公園）
- 山武之森文化會堂
- 山武之森圖書館
- 山武之森中央會館
- 山武之森親睦公園
- 童軍東京聯盟日向野營地
- 作田川（日语：作田川）
- 日向郵局
- 日向清真寺

主要商業設施
- Yax藥品（日语：千葉薬品）日向店
- Sundrug藥妝店山武店
- 米利Heart&Green（日语：コメリ）山武店
- LANDROME食品市場（日语：ランドロームジャパン）山武店
- JA山武郡市綠之風（日语：山武郡市農業協同組合）山武店

## 巴士路線
| 乘車處 | 系統                               | 主要途經           | 目的地         | 巴士公司       | 備註 |
| ------ | ---------------------------------- | ------------------ | -------------- | -------------- | ---- |
| 日向站 |                                    | 蘭館、山武之森公園 | 山武之森元氣館 | 山武市基幹巴士 |      |
| 日向站 | 山武成東交匯處入口、成東站、松尾站 | 蓮沼海濱公園       |                | 山武市基幹巴士 |      |

## 相鄰車站
東日本旅客鐵道（JR東日本）
■總武本線
■快速
通過
■普通（各站停車）
八街－日向－成東

## 注腳

### 廣報資料、新聞發布等資料
1. ↑   (PDF). 東日本旅客鉄道.   [2020-04-30]. （原始内容 (PDF)存档于2019-07-27） （日语）.

### 使用狀況
1. ↑  千葉縣統計年鑑 （页面存档备份，存于）（日語） - 千葉縣

JR東日本2000年度以後的乘車人次
1. ↑  各駅の乗車人員（2000年度） （页面存档备份，存于）（日語） - JR東日本
2. ↑  各駅の乗車人員（2001年度） （页面存档备份，存于）（日語） - JR東日本
3. ↑  各駅の乗車人員（2002年度） （页面存档备份，存于）（日語） - JR東日本
4. ↑  各駅の乗車人員（2003年度） （页面存档备份，存于）（日語） - JR東日本
5. ↑  各駅の乗車人員（2004年度） （页面存档备份，存于）（日語） - JR東日本
6. ↑  各駅の乗車人員（2005年度） （页面存档备份，存于）（日語） - JR東日本
7. ↑  各駅の乗車人員（2006年度） （页面存档备份，存于）（日語） - JR東日本
8. ↑  各駅の乗車人員（2007年度） （页面存档备份，存于）（日語） - JR東日本
9. ↑  各駅の乗車人員（2008年度） （页面存档备份，存于）（日語） - JR東日本
10. ↑  各駅の乗車人員（2009年度） （页面存档备份，存于）（日語） - JR東日本
11. ↑  各駅の乗車人員（2010年度） （页面存档备份，存于）（日語） - JR東日本
12. ↑  各駅の乗車人員（2011年度） （页面存档备份，存于）（日語） - JR東日本
13. ↑  各駅の乗車人員（2012年度） （页面存档备份，存于）（日語） - JR東日本
14. ↑  各駅の乗車人員（2013年度） （页面存档备份，存于）（日語） - JR東日本
15. ↑  各駅の乗車人員（2014年度） （页面存档备份，存于）（日語） - JR東日本
16. ↑  各駅の乗車人員（2015年度） （页面存档备份，存于）（日語） - JR東日本
17. ↑  各駅の乗車人員（2016年度） （页面存档备份，存于）（日語） - JR東日本
18. ↑  各駅の乗車人員（2017年度） （页面存档备份，存于）（日語） - JR東日本
19. ↑  各駅の乗車人員（2018年度） （页面存档备份，存于）（日語） - JR東日本
20. ↑  各駅の乗車人員（2019年度） （页面存档备份，存于）（日語） - JR東日本

千葉縣統計年鑑
1. ↑  千葉縣統計年鑑（平成3年） （页面存档备份，存于）（日語）
2. ↑  千葉縣統計年鑑（平成4年） （页面存档备份，存于）（日語）
3. ↑  千葉縣統計年鑑（平成5年） （页面存档备份，存于）（日語）
4. ↑  千葉縣統計年鑑（平成6年） （页面存档备份，存于）（日語）
5. ↑  千葉縣統計年鑑（平成7年） （页面存档备份，存于）（日語）
6. ↑  千葉縣統計年鑑（平成8年） （页面存档备份，存于）（日語）
7. ↑  千葉縣統計年鑑（平成9年） （页面存档备份，存于）（日語）
8. ↑  千葉縣統計年鑑（平成10年） （页面存档备份，存于）（日語）
9. ↑  千葉縣統計年鑑（平成11年） （页面存档备份，存于）（日語）
10. ↑  千葉縣統計年鑑（平成12年） （页面存档备份，存于）（日語）
11. ↑  千葉縣統計年鑑（平成13年） （页面存档备份，存于）（日語）
12. ↑  千葉縣統計年鑑（平成14年） （页面存档备份，存于）（日語）
13. ↑  千葉縣統計年鑑（平成15年） （页面存档备份，存于）（日語）
14. ↑  千葉縣統計年鑑（平成16年） （页面存档备份，存于）（日語）
15. ↑  千葉縣統計年鑑（平成17年） （页面存档备份，存于）（日語）
16. ↑  千葉縣統計年鑑（平成18年） （页面存档备份，存于）（日語）
17. ↑  千葉縣統計年鑑（平成19年） （页面存档备份，存于）（日語）
18. ↑  千葉縣統計年鑑（平成20年） （页面存档备份，存于）（日語）
19. ↑  千葉縣統計年鑑（平成21年） （页面存档备份，存于）（日語）
20. ↑  千葉縣統計年鑑（平成22年） （页面存档备份，存于）（日語）
21. ↑  千葉縣統計年鑑（平成23年） （页面存档备份，存于）（日語）
22. ↑  千葉縣統計年鑑（平成24年） （页面存档备份，存于）（日語）
23. ↑  千葉縣統計年鑑（平成25年） （页面存档备份，存于）（日語）
24. ↑  千葉縣統計年鑑（平成26年） （页面存档备份，存于）（日語）
25. ↑  千葉縣統計年鑑（平成27年） （页面存档备份，存于）（日語）
26. ↑  千葉縣統計年鑑（平成28年） （页面存档备份，存于）（日語）
27. ↑  千葉縣統計年鑑（平成29年） （页面存档备份，存于）（日語）
28. ↑  千葉縣統計年鑑（平成30年） （页面存档备份，存于）（日語）
29. ↑  千葉縣統計年鑑（令和元年） （页面存档备份，存于）（日語）

## 外部連結
- 車站資訊（日向）：東日本旅客鐵道（日語）
- 國土地理院地圖參閲服務 （页面存档备份，存于） - 日向站周邊的1/25000地形圖 （页面存档备份，存于）（日語）